# Jagniątków

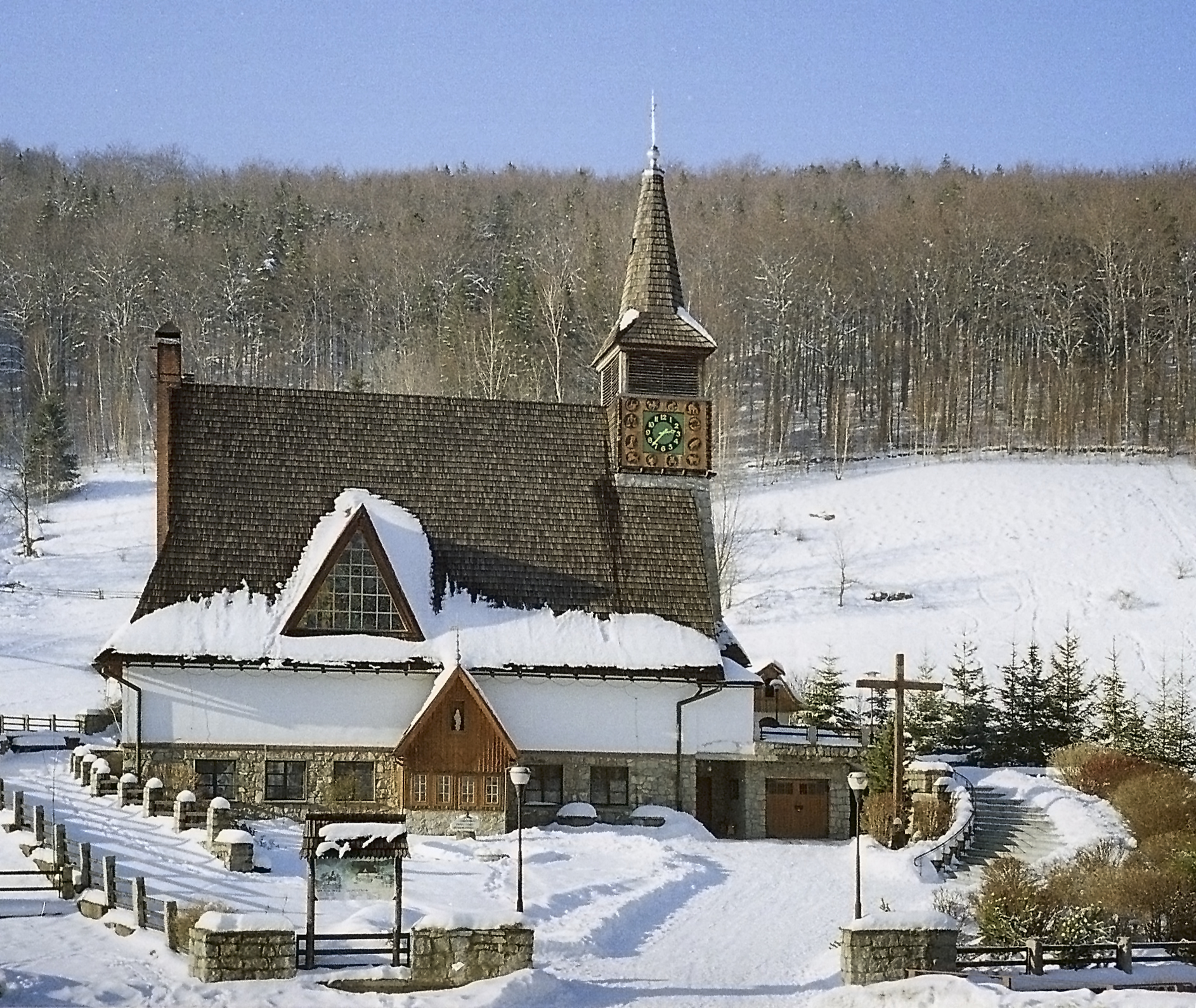
Kościół w Jagniątkowie

Jagniątków (do 1945 niem. Agnetendorf; 1945–1946 Agnieszków) – część miasta Jelenia Góra (do 1954 wieś, 1954–1976 część osiedla typu miejskiego, a następnie miasta Sobieszów, 1976–1997 część miasta Piechowice) o zabudowie typowej dla podgórskich pensjonatów. Prowadzi stąd wiele szlaków w Karkonosze, zarówno pieszych, jak i rowerowych.

## Historia
Jagniątków założyli w 1650 roku czescy protestanci, którzy uchodząc przed prześladowaniami religijnymi przenieśli się na śląską stronę Karkonoszy. Zajmowali się chałupniczo tkactwem, a później również szlifowaniem szkła.
W 1891 założono tu opadową stację meteorologiczną, położoną na wys. 575 m n.p.m. (50°50′N 15°37′E/50,833333 15,616667). Średnia roczna suma opadów z lat 1891–1937 wyniosła 901 mm: najwięcej 107 mm w lipcu, najmniej 50 mm w lutym. W roku 2012 Fundacja Centrum Kultury i Rozwoju Karkonoszy odtworzyła Stację Meteorologiczną w Jagniątkowie. Mieści się ona przy ul. Agnieszkowskiej 2A przy Pierwszej Winnicy Karkonoskiej na wys. 554 m n.p.m. (50°49′16″N 15°37′01″E/50,821111 15,616944). Stacja ta służy badaniom klimatu Kotliny Jeleniogórskiej, prowadzonym przez Centrum Kultury i Rozwoju Karkonoszy wespół z Uniwersytetem Przyrodniczym we Wrocławiu.
Od 1901 r. aż do śmierci w 1946 r. w Jagniątkowie mieszkał niemiecki noblista w dziedzinie literatury – Gerhart Hauptmann. W jego domu (Villa Wiesenstein) zbudowanym w 1901 r. według projektu berlińskiego architekta Hansa Grisebacha urządzono Muzeum Miejskie. Fabuła powieści "Wiesenstein" niemieckiego pisarza Hansa Pleschinskiego rozgrywa się w Agnetendorfie.
Od połowy XIX wieku Jagniątków był popularną miejscowością letniskową i zimowiskową; w lipcu 1907 przebywał tu Karl May. W 1910 zamieszkiwało tu 790 osób. Przez rok po wojnie dawny Agnetendorf nazywał się Agnieszków, ale w roku 1946 zdecydowano zmienić nazwę na obecną (po łacinie agnus oznacza „jagnię”).
W 1954 polscy naukowcy prowadzili w rejonie Jagniątkowa szereg badań górniczych, mających na celu znalezienie złóż rudy uranu. Kopalnia badawcza pod górą Sośnik nosiła oznaczenie „OP-7 Jagniątków” i była eksploatowana zaledwie przez kilka miesięcy. Mimo iż badania wykazywały silne promieniowanie w tym rejonie, to rudy uranu wartej wydobycia nie znaleziono.
W związku z reformą administracyjną wprowadzającą w 1954 gromady jako trzeci, najniższy szczebel podziału administracyjnego Polski, Jagniątków wszedł zgodnie z uchwałą Wojewódzkiej Rady Narodowej z 2 października w skład gromady Sobieszów, przekształconej następnie jeszcze 13 listopada tego roku w osiedle typu miejskiego, a potem 18 lipca 1962 w miasto Sobieszów. Od 2 lipca 1976 do 31 grudnia 1997 Jagniątków był częścią miasta Piechowice; 1 stycznia 1998 Jagniątków włączono w obszar miasta Jelenia Góra.
Do 21 grudnia 2007 r. w funkcjonowało przejście graniczne Jagniątków-Petrova Bouda, które na mocy układu z Schengen zostało zlikwidowane.
Jesienią 2012 roku z inicjatywy Fundacji Centrum Kultury i Rozwoju Karkonoszy zaprojektowany został herb miejscowości Jagniątków. Herb ten nawiązuje zarówno do położenia geograficznego, czyli Karkonoszy, czeskich protestanckich drwali – faktycznych założycieli tej miejscowości, oraz poprzez charakterystyczne cztery czerwone pasy podkreśla pochodzenie i historię nazwy Agnetendorf/Agnieszków. Powstała ona bowiem od imienia Agnieszki, małżonki hrabiego Krzysztofa Leopolda von Schaffgotscha, właściciela zamku Chojnik. Pomagała ona prześladowanym protestantom, uciekinierom z Czech, a nazwa ta użyta została, by oddać jej cześć.

## Zabytki
Do wojewódzkiego rejestru zabytków wpisane są obiekty:
- willa Gerharta Hauptmanna, ul. Michałowicka 32, z 1900 r.,
- park,
- dom, ul. Myśliwska 12, drewniany, z drugiej ćw. XIX w.